# Fritz Wente
Fritz Wente (* 2. August 1913; † nach 1961) war ein deutscher Fußballspieler.

## Karriere
Wente gehörte Hannover 96 an, für den er als Stürmer von 1934 bis 1938 in der Gauliga Niedersachsen, in einer von zunächst 16, später auf 23 aufgestockten Gauligen zur Zeit des Nationalsozialismus als einheitliche höchste Spielklasse im Deutschen Reich, Punktspiele bestritt.
Während seiner Vereinszugehörigkeit gewann er zweimal die Gaumeisterschaft Niedersachsen und nahm mit seinem Verein dementsprechend an den Endrundenspielen um die Deutsche Meisterschaft teil.
1935 bestritt er alle sechs Spiele der Gruppe B und erzielte sein erstes Tor am  28. April 1935 im dritten Gruppenspiel beim 5:0-Sieg über den Stettiner SC mit dem Treffer zum 3:0 in der 38. Minute. 1938 trug er im zweiten, dritten und vierten Spiel der Gruppe D mit zwei Toren zum späteren Gewinn der Deutschen Meisterschaft gegen die favorisierte Mannschaft des FC Schalke 04 bei. Im notwendig gewordenen Wiederholungsspiel – nachdem das erste Finale trotz Verlängerung mit 3:3 keinen Sieger hervorgebracht hatte – schoss sein Mitspieler Johannes Jakobs drei Minuten vor Ablauf der regulären Spielzeit per Handelfmeter den 3:3-Ausgleich und wurde dann durch den 4:3-Siegtreffer durch Erich Meng drei Minuten vor Ablauf der 30-minütigen Verlängerung Deutscher Meister.
In dem 1935 neu geschaffenen Pokalwettbewerb für Vereinsmannschaften um den Tschammerpokal, kam er 1935 und 1937 zum Einsatz.
In der am 1. September 1935 in Köln ausgetragenen Erstrundenbegegnung mit dem Kölner CfR, die erst in der Verlängerung mit 4:3 zugunsten seines Vereins entschieden wurde, trug er mit einem Tor, dem Treffer zum 3:0 in der 39. Minute, bei. Drei Tore des Kölners Franz Schlawitzki machten die Begegnung noch einmal spannend, ehe Erich Meng der Siegtreffer in der 93. Minute gelang. 1937 bestritt er drei Spiele und erzielte fünf Tore. Drei Tore am 29. August beim 7:4-Erstrunden-Sieg bei der TuRU Düsseldorf und zwei Tore am 17. Oktober beim 3:2-Zweitrunden-Sieg über den SC Victoria Hamburg. Im dritten Spiel am 31. Oktober, bei der 1:2-Achtelfinal-Niederlage beim VfB Stuttgart, hatte er keinen Torerfolg.

## Nach der aktiven Zeit
Später war Wente u. a. Trainer beim SV Obernkirchen.

## Erfolge
- Deutscher Meister 1938
- Gaumeister Niedersachsen 1935, 1938